# Yuga

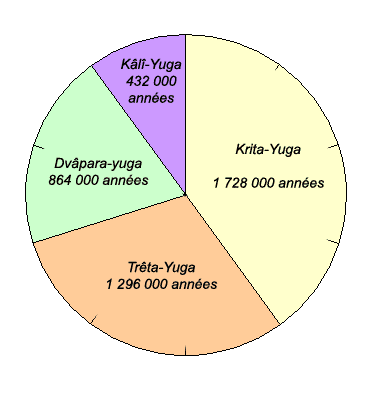
Suddivisione dei quattro yuga, di diversa durata, che insieme formano un mahayuga (il quale ripetendosi cicilicamente per mille volte forma un kalpa).

Nella religione induista, gli yuga (devanagari: युग; lett. "età") sono lunghi periodi di tempo relativi al presente, passato o al futuro del mondo.
Il termine è principalmente usato per descrivere le quattro età dharmiche dell'evoluzione della Terra.
Queste sono:
1. Satya Yuga o Krita Yuga, l'età dell'oro;
2. Treta Yuga, l'età dell'argento;
3. Dvapara Yuga, l'età del bronzo;
4. Kali Yuga, l'attuale età del ferro.

Il ciclo delle quattro età, insieme a periodi intermedi di "albe" e "crepuscoli" chiamati sandhi, formano un mahāyuga o chaturyuga ("grande era"), della durata di 12 000 anni divini, corrispondenti a 4 320 000 anni umani.
Una serie completa di mille mahāyuga forma a sua volta un kalpa.
Il periodo di manifestazione della durata di un kalpa è il "giorno" di Brahmā (quattordici Manu regnano in questo periodo detto anche manvantara), quello della sua latenza, della durata sempre di un kalpa, ne rappresenta la "notte". Brahmā esiste complessivamente per 100 anni composti da questi giorni/notti ovvero per 311 040 miliardi di anni umani. Una vita di Brahmā corrisponde a un mahā-kalpa ovvero ad un battito di palpebre di Viṣṇu-Nārāyaṇa.

## Nomenclatura
I nomi delle ere cosmiche derivano dall'antico gioco dei dadi vedico ed estremamente popolare (tanto che gli è addirittura dedicato un inno profano all'interno del Ṛgveda). Kŗta era il colpo migliore, Kali quello sempre perdente.
Un singolo mahā-yuga, corrispondente a 12 000 anni divini e a 4 320 000 anni umani, è diviso in quattro yuga (catvaryuga) indicati con dei nomi che appartengono al lessico del gioco indiano dei dadi.
- Satya Yuga o Kṛita-yuga (generazione del punteggio quadruplo, ovvero miglior risultato): periodo in cui sulla terra regna l'armonia, il Dharma e la virtù (sattva) è conseguita spontaneamente. La pratica religiosa corrisponde all'ascesi (tapas), la vita umana è di 400 anni umani. Questo yuga dura quattromila anni divini, ovvero 1 440 000 anni umani.
- Tretā-yuga (generazione del punteggio triplo): il conseguimento della virtù (sattva) non è più spontaneo e si predilige la pratica religiosa della conoscenza (jñāna). La vita umana dura 300 anni umani. Questo yuga dura tremila anni divini, ovvero 1 080 000 anni umani.
- Dvāpara-yuga (generazione del punteggio doppio): incominciano a sorgere le passioni (rajas) tra gli umani, la pratica religiosa è governata dalle norme (dharma) e dai sacrifici (yajña). La vita umana dura 200 anni umani. Questo yuga dura duemila anni divini, ovvero 720 000 anni umani.
- Kali-yuga (generazione di un punteggio singolo, ovvero peggior risultato):[9] le violazioni del Dharma sono spontanee, i beni vengono conseguiti per mezzo di delitti; violenza, confusione e corruzione regnano sovrane. La pratica religiosa è quella della donazione (dāna). Gli uomini vivono al massimo per 100 anni. Questo yuga dura mille anni divini, ovvero 360 000 anni umani.

Ogni yuga ha un periodo di "alba" (sandhyā) e uno di "tramonto" (sandhyānsa) che corrispondono, ognuno di questi, al 10% del suo totale: 800 anni divini, 288 000 anni umani, per il Kṛta-yuga; 600 anni divini, 216 000 anni umani per Tretā-yuga; 400 anni divini, 144 000 anni umani, per il Dvāpara-yuga; 200 anni divini, 72 000 anni umani, per il Kali-yuga.
Ne consegue che tra periodo pieno sommato ai periodi di nascita e crepuscolo, l'attuale Kali-yuga durerà per 432 000 anni umani e, considerando la data tradizionale di avvio del Kali-yuga, calcolata dall'astrologo Āryabhaṭa (V secolo d.C.) nel corrispondente nostro 18 febbraio 3103/3102 a.C. (data tradizionale della morte di Kṛṣṇa), esso terminerà il 17 febbraio 428897/428896 d.C.

## Altre misurazioni

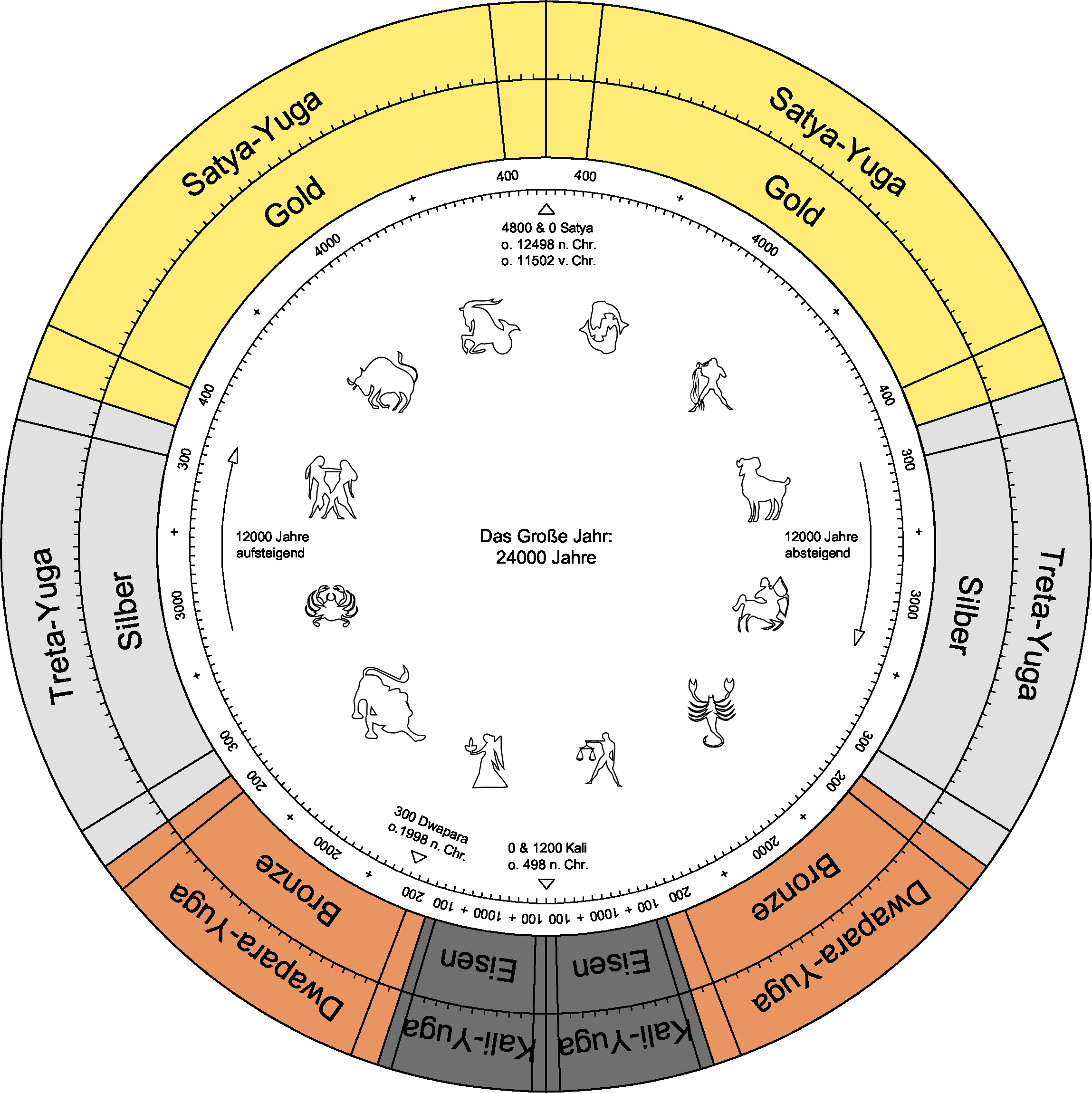
Il ciclo dei vari Yuga secondo Sri Yukteswar, attraverso le ere zodiacali: oro–argento–bronzo–ferro discendenti dall'alto in basso; di nuovo ferro–bronzo–argento–oro ascendenti dal basso verso l'alto.

Sempre nell'ambito indù, tuttavia, un celebre guru di nome Sri Yukteswar, maestro del più noto Paramahansa Yogananda, ha sostenuto come i 12.000 anni divini siano da intendere in realtà come 12.000 anni effettivi, perché le quattro età andrebbero collegate ad un evento cosmico reale, cioè al periodo terrestre di precessione degli equinozi, della durata di 24.000 anni, diviso in una fase ascendente e una discendente di 12.000 anni ciascuna.
Secondo la sua Scienza sacra, scritta nel 1894, questi 12.000 anni sarebbero composti da:
- 4800 anni di età dell'oro, caratterizzati da armonia col piano divino;
- 3600 d'argento, caratterizzati dalla capacità di annullare il tempo;
- 2400 di bronzo, caratterizzati dall'annullamento dello spazio;
- 1200 di ferro, in cui prevalgono ignoranza e materialismo.

Il punto più alto raggiunto ultimamente dall'umanità sarebbe stato l'anno 11500 a.C., a partire dal quale sarebbe iniziata un'età dell'oro discendente, seguita da una d'argento e una del bronzo discendenti, fino ad una del ferro discendente cominciata nel 700 a.C. e terminata nel 500 d.C. Alle soglie del Medioevo dunque l'umanità avrebbe raggiunto il suo punto più basso, per ricominciare a percorrere una nuova età del ferro ma stavolta ascendente, conclusasi nel 1700.
A partire da questa data l'umanità avrebbe quindi già superato l'epoca oscura del Kali Yuga, e sarebbe entrata in un'età del bronzo o Dvapara Yuga a sua volta ascendente, contraddistinta da conoscenze innovative delle forze elettriche ed energetiche in grado di annullare lo spazio: Sri Yukteswar previde che «la materia si scoprirà essere energia» e che «il nostro Sole ha una stella gemella».
Seguiranno dal 4100 un'età d'argento ascendente, e dall'8900 una d'oro ascendente.
Ogni era, secondo Sri Yukteswar che scrive nel 1894, è inoltre preceduta da un'«alba» o Sandhi, che nel caso dell'attuale Dvāpara Yuga, iniziato nel 1700, sarebbe durata fino al 1899, dopo il quale sarebbe cominciata l'età del bronzo vera e propria:
[...]
L'errore degli almanacchi venne individuato da alcuni esperti dell'epoca, i quali scoprirono che i calcoli degli antichi Rishi avevano fissato la durata di un Kali Yuga in soli 1.200 anni. Ma poiché il loro intelletto non era ancora sufficientemente evoluto, essi riuscirono soltanto ad individuare l'errore, ma non le cause che lo avevano determinato. Per risolvere il problema partirono dall'ipotesi che i 1.200 anni della durata effettiva del Kali Yuga non corrispondessero ai normali anni della nostra terra, ma andassero intesi come altrettanti anni divini (daiva, ovvero "anni degli Dèi"), suddivisi in 12 mesi daiva, ciascuno di 30 giorni daiva; un giorno daiva corrispondeva quindi a un normale anno solare della nostra Terra. Pertanto, secondo il parere di quegli esperti, i 1.200 anni del Kali Yuga equivalevano quindi a 432.000 anni terrestri.»
(Swami Sri Yukteswar, The Holy Science, 1894)